# 防己诺林碱
防己诺林碱（英語：Fangchinoline），又名汉防己乙素，是粉防己中所含生物碱之一。在体外实验中，防己诺林碱对乳腺癌细胞系具有抗增殖活性。
在大鼠实验中，防己诺林碱通过阻断电压依赖性钙离子通道来抑制谷氨酸释放，但是其阻断钙通道的活性不及粉防己碱。